# (2400) Derevskaya
(2400) Derevskaya (1972 KJ) – planetoida z grupy pasa głównego asteroid okrążająca Słońce w ciągu 5,2 lat w średniej odległości 3 au. Odkryta 17 maja 1972 roku.